# Kawasaki KLE 650 Versys
Die KLE 650 Versys [ˈvɜ:sɪs] ist ein Motorrad des japanischen Herstellers Kawasaki, das seit Ende 2006 auf dem europäischen Markt verfügbar ist. Der Name des Sporttourers leitet sich vom englischen Begriff versatile system (vielseitiges System) ab.
Direkte Marktbegleiter sind die Suzuki DL 650 V-Strom (von Anfang an) und die Yamaha Tracer 700 (seit etwa 2016), vom Marktstart bis 2012 die Honda Transalp bis 2018 waren es auch die BMW F 650 GS beziehungsweise die BMW F 700 GS.

## Konstruktion
Das Design der Versys stammte vom Designer des Mazda MX-5 Shunji Tanaka, die Technik basiert auf der Baureihe Kawasaki ER-6, weist jedoch längere Federwege, eine in Federbasis und Zugstufe einstellbare Upside-Down-Gabel mit 41-mm-Standrohrdurchmesser sowie eine Halbverkleidung auf und der Motor wurde auf ein besseres Drehmoment im unteren und mittleren Drehzahlbereich optimiert.

### Antrieb
Der flüssigkeitsgekühlte Zweizylindermotor erzeugt aus 649 cm³ Hubraum eine Nennleistung von 51 kW (69 PS) und ein maximales Drehmoment von 64 Nm bei einer Drehzahl von 7000 min−1. Die zwei Zylinder des Reihenmotors haben eine Bohrung von ⌀ 83 mm Durchmesser, die Kolben einen Hub von 60 mm bei einem Verdichtungsverhältnis von 10,8:1. Weiter hat der Motor eine Ausgleichswelle. Im Zylinderkopf des Viertaktmotors rotieren zwei obenliegende Nockenwellen, die über Tassenstößel jeweils zwei Einlass- und zwei Auslassventile ansteuern. Seit 2015 besteht die Auspuffanlage komplett aus Edelstahl. Etwa seit 2021 erfüllt der Motor die Euro 5-Norm.
Das Motorrad beschleunigt in 4,7 Sekunden von 0 auf 100 km/h und erreicht eine Höchstgeschwindigkeit von 189 km/h. Der Verbrauch liegt nach Tests zwischen 4,0 und 4,8 l/100 km.

### Modellentwicklung
Seit Modelljahr 2008 ist auch ein Schwestermodell unter der Bezeichnung „Travel Edition“ bzw. „Versys Tourer“ mit Gepäckkoffern, verbessertem Windschild und Handprotektoren am Lenker erhältlich.
Zum Modelljahr 2010 erfolgte eine Modellpflege, bei der Frontverkleidung, Rückspiegel, Heck und Sitzbank geändert wurden. 2012 brachte Kawasaki ein Schwestermodell mit größerem Hubraum auf den Markt, die Versys 1000, um an die Erfolge anderer Hersteller in dieser Motorenklasse anzuknüpfen.
Für das Modelljahr 2015 wurde die Versys wieder modifiziert. Die schmale Frontverkleidung mit den übereinanderliegenden Scheinwerfern wurde gegen eine breitere Frontverkleidung mit nun nebeneinanderliegenden Scheinwerfern getauscht. Die Frontscheibe wurde vergrößert und ist jetzt dreifach einstellbar. Das Heckfederbein ist gegen ein modifiziertes Federbein mit separater Vorspannungsmechanik getauscht worden. Durch weitere motorseitige Maßnahmen stieg die Leistung von 47 auf 51 kW (69 PS) und das Drehmoment von 61 auf 64 Nm. Darüber hinaus wurde der Motor zur Minderung von Schwingungen gummigelagert. Der Tankinhalt wuchs von 19 auf 21 Liter. Das Gewicht des fahrfertigen Motorrads erhöhte sich von 209 auf nunmehr 216 kg.
Zum Modelljahr 2022 bekam die Versys eine abschaltbare Traktionskontrolle, ein vierfach verstellbares Windschild und zusätzliche Verkleidungen sowie ein farbiges 4,3-Zoll-TFT-Display mit Smartphone-Integration.

## Kritiken
Von (Test-)Fahrern werden insbesondere die Motorcharakteristik, der Verbrauch und das Handling gelobt, kritisiert wurden mitunter das Frontdesign und die Dämpfung der Teleskopgabel.

„Kawasaki allerdings war Ende 2006 mit der Versys der erste Hersteller, der diesen Mix aus Kurvenräuber, Tourer, Reise-Enduro und Supermoto fest in der Mittelklasse etablierte. […] Die Kawasaki gefällt in der Summe ihrer Eigenschaften fast jedem, das Design von Verkleidungs- und Scheinwerfereinheit dagegen polarisiert.“

„Allzu sportliche Ambitionen sind nicht ihr Ding, das wird besonders deutlich im Vergleich mit ihren allesamt kräftigeren Funbike-Kollegen, gegen die Fahrwerk sowie Motor und Bremsen doch recht mittelmäßig wirken. In ihrer Preis- und Hubraumklasse tummeln sich Geräte mit Enduro-Genen, gegen die der sparsame Parallel-Twin wiederum ebenfalls sehr gut aussieht. Die extravagante Optik polarisiert allerdings, was das Attribut "everybody's darling" erfolgreich verhindert.“

## Neuzulassungen in Deutschland
Trotz guter Testberichte liegt die 650 Versys bei den Neuzulassungen in Deutschland bislang weit hinter der ER-6 (etwa 2000 bis 2500 Neuzulassungen pro Jahr), von der sie abgeleitet wurde, und deren Nachfolger Kawasaki Z 650 (mit 2700 und mehr Neuzulassungen pro Jahr) zurück. Insbesondere die BMW F 650 GS und F 700 GS erreichten 1200 und mehr Neuzulassungen in Deutschland. Die Suzuki DL 650 V-Strom wurde 2020 1.060mal neuzugelassen.